# والت أتاناس
والت أتاناس هو لاعب هوكي الجليد كندي، ولد في 22 ديسمبر 1923 في هاميلتون في كندا، وتوفي في 8 أغسطس 1991.

## وصلات خارجية
- والت أتاناس على موقع دوري الهوكي الوطني (الإنجليزية)
- والت أتاناس على موقع قاعة مشاهير الهوكي (لاعب أن.إتش.أل) (الإنجليزية)
- والت أتاناس على موقع EliteProspects.com (الإنجليزية)
- والت أتاناس على موقع HockeyDB.com (الإنجليزية)
- والت أتاناس على موقع Hockey-Reference.com (الإنجليزية)